# Санту-Андре (Баррейру)
Санту-Андре (порт. Santo André) — район (фрегезия) в Португалии, входит в округ Сетубал. Является составной частью муниципалитета Баррейру. Находится в составе крупной городской агломерации Большой Лиссабон. По старому административному делению входил в провинцию Эштремадура. Входит в экономико-статистический субрегион Полуостров Сетубал, который входит в Лиссабонский регион. Население составляет 11 319 человек на 2001 год. Занимает площадь 4,40 км².